# Satu Nou (Pochidia), Vaslui
Satu Nou este un sat în comuna Pochidia din județul Vaslui, Moldova, România.